# Gatsibo
Gatsibo è un settore (imirenge) del Ruanda, parte della Provincia Orientale e del distretto di Gatsibo.